# إينز ريتشي
إينز ريتشي (بالإنجليزية: Innes Ritchie)‏ هو لاعب كرة قدم بريطاني في مركز قلب الدفاع، ولد في 24 أغسطس 1973 في إدنبرة في المملكة المتحدة. لعب مع نادي ماذرويل.

## وصلات خارجية
- إينز ريتشي على موقع Soccerbase.com (لاعب) (الإنجليزية)